# Peaky Blinders
Peaky Blinders je britanska televizijska dramska serija autora Stevena Knighta. Prikazivanje serije je počelo 12. rujna 2013. na kanalu BBC Two, a nakon četiri sezone prebačeno na BBC One. Radnja je smještena 1919. te prati ozloglašenu bandu u Birminghamu u Engleskoj koju predvodi Thomas "Tommy" Shelby.
Peaky Blinders je jedna od najuspješnijih BBC-jevih serija. 2018., nakon prikazane četvrte sezone osvojila je nagradu BAFTA za najbolju TV seriju. U siječnju 2021. najavljena je šesta, ujedno i posljednja sezona serije.

## Uloge

### Glavne uloge
- Cillian Murphy kao Thomas "Tommy" Shelby, vođa Peaky Blindersa
- Sam Neill kao glavni inspektor/bojnik Chester Campbell, policajac iz Belfasta
- Helen McCrory kao Elizabeth "Polly" Gray, rođena Shelby, teta Tommyja i njegove braće i sestara, te blagajnica Peaky Blindersa
- Paul Anderson kao Arthur Shelby Jr., najstariji od braće Shelby
- Annabelle Wallis kao Grace Shelby, rođena Burgess, bivša tajna agentica i irska protestantkinja. Prva supruga Tommyja Shelbyja i majka njegova sina Charlesa
- Iddo Goldberg kao Freddie Thorne, poznati komunist koji se borio u Velikom ratu; Adin muž
- Sophie Rundle kao Ada Thorne, rođena Shelby, jedina sestra braće Shelby
- Joe Cole kao John "Johnny" Shelby, treći najmlađi od braće Shelby
- Ned Dennehy kao Charlie Strong, vlasnik brodogradilišta i Tommyjev lik strica
- Charlie Creed-Miles kao Billy Kimber, vodi lokalne utrke
- Benjamin Zephaniah kao Jeremiah 'Jimmy' Jesus, propovjednik i prijatelj bande
- Tommy Flanagan kao Arthur Shelby stariji., otac Tommyja i njegove braće i sestara; Pollyn brat
- Tom Hardy kao Alfred "Alfie" Solomons, vođa židovske bande u Camden Townu
- Finn Cole kao Michael Gray, Pollyn biološki sin
- Charlotte Riley kao May Fitz Carleton, bogata udovica koja posjeduje trkaće konje
- Natasha O'Keeffe kao Lizzie Shelby, rođena Stark, bivša prostitutka koja je radila za Tommyja kao njegova tajnica. Ona je njegova druga supruga i majka njegove kćeri Ruby
- Noah Taylor kao Darby Sabini, vođa talijanske bande u Camden Townu

## Pregled serije
| Sezona | Sezona | Broj epizoda | Originalni prikaz  | Originalni prikaz   | Kanal   |
| Sezona | Sezona | Broj epizoda | Premijera sezone   | Završnica sezone    | Kanal   |
| ------ | ------ | ------------ | ------------------ | ------------------- | ------- |
|        | 1.     | 6            | 12. rujna 2013.    | 17. listopada 2013. | BBC Two |
|        | 2.     | 6            | 2. listopada 2014. | 6. studenog 2014.   | BBC Two |
|        | 3.     | 6            | 5. svibnja 2016.   | 9. lipnja 2016.     | BBC Two |
|        | 4.     | 6            | 15. studenog 2017. | 20. prosinca 2017.  | BBC Two |
|        | 5.     | 6            | 25. kolovoza 2019. | 22. rujna 2019.     | BBC One |
|        | 6.     | 6            | 27. veljače 2022.  | 3. travnja 2022.    | BBC One |